# Кобра-К
Кобра-К — один из белорусско-словацких вариантов модернизации советского бронетранспортёра БТР-70.

## История
Разработка модернизированных вариантов БТР-70 для вооружённых сил страны и иностранных заказчиков началась на 140-м ремонтном заводе МО РБ в городе Борисов в начале 2000х годов.
В 2001 году завод начал разработку модернизированного варианта БТР-70 совместно со словацкой компанией «Metapol», предложившей для установки на бронетранспортёр свой башенный боевой модуль "Cobra" (который также предлагался для установки на БМП-1 и на модернизированный вариант бронетранспортёра OT-64 SKOT чехословацкого производства).
Разработка бронемашины проходила в 2001—2002 годы, в ней участвовали 140-м ремонтный завод, белорусское ОАО «Пеленг», а также словацкие фирмы «Metapol» и «ZTS Dubnica». В дальнейшем, первая "Кобра-К" приняла участие в комплексных оперативно-тактических учениях "Березина-2002", проходивших с 27 мая по 2 июня 2002 года.
В октябре 2002 года демонстрационный образец бронемашины «Кобра-К» участвовал в международной выставке вооружения и военной техники "SOFEX-2002" в Аммане (Иордания), на которой продемонстрировал свои боевые и технические возможности. По результатам испытаний «Кобра-К» была награждена серебряной медалью выставки.
Позднее «Кобра-К» была представлена на проходившей 13-16 мая 2003 года в Минске 2-й международной выставке вооружения и военной техники "MILEX-2003" как экспортный вариант модернизации БТР-70.
В 2007 году Судан закупил два бронетранспортёра «Кобра-К»[уточнить].

## Описание
В ходе переоборудования БТР-70 в «Кобра-К» производится капитальный ремонт, ремоторизация (два карбюраторных двигателя ЗМЗ-4905 семейства ЗМЗ-53 заменяют на 8-цилиндровый дизельный двигатель КАМАЗ-7403.10 с турбонаддувом мощностью 260 л. с.).
Башня демонтирована, вместо неё установлен башенный боевой модуль «Cobra», вооружённый 30-мм автоматической пушкой 2А42 (с боекомплектом 300 снарядов), спаренным с ней 7,62-мм пулемётом ПКТ (с боекомплектом 1600 патронов), в десантном отделении размещён ПТРК 9П135М (с 3 ракетами). Боевой модуль производится на заводе ZTS в городе Дубница-над-Вагом.
Установлена улучшенная система управления огнём с прицелом BPK-2-42. Производится замена радиооборудования — вместо радиостанции Р-123М установлена радиостанция Р-173 с переговорным устройством Р-174.
Также бронемашина оборудована шестью 81-мм дымовыми гранатомётами 902В «Туча-2» и системой кондиционирования DATO-V немецкого производства.

## Варианты и модификации
- есть сведения о том, что рассматривалась возможность установки модуля "Cobra" на БТР-60ПБ[3].

## Страны-эксплуатанты
- Беларусь[6]
- Судан[10]